# Shaun Keeling
Shaun Keeling (ur. 21 stycznia 1987 r. w Krugersdorp) – południowoafrykański wioślarz, reprezentant Republiki Południowej Afryki w wioślarskiej dwójce bez sternika podczas Letnich Igrzysk Olimpijskich w Pekinie.

## Osiągnięcia
- Mistrzostwa świata juniorów – Banyoles 2004 – dwójka podwójna – 19. miejsce.
- Mistrzostwa świata juniorów – Brandenburg 2005 – jedynka – 16. miejsce.
- Igrzyska Olimpijskie – Pekin 2008 – dwójka bez sternika – 5. miejsce[1].
- Mistrzostwa Świata – Poznań 2009 – dwójka bez sternika – 6. miejsce.